# 석양의 건맨
《석양의 무법자》(영어: For A Few Dollars More, 이탈리아어: Per qualche dollaro in più)는 세르조 레오네 감독의 1965년 이탈리아의 스파게티 웨스턴 영화이다. 클린트 이스트우드, 리 밴클리프, 잔 마리아 볼론테가 출연하였다. 독일의 배우 클라우스 킨스키 또한 이차적 악역 역할을 맡았다. 이 영화는 1967년 미국에서 개봉하였다. 
《황야의 무법자》의 속편인 이 영화의 국내 제목을 《석양의 건맨》이라고 부르기도 하지만 원제는《석양의 무법자》이며, 소위 《석양의 무법자》라 불리는 시리즈 중 가장 유명한 3번째 작품은 《석양에 돌아오다》이다.

## 줄거리
더글러스 모티머(리 밴클리프)는 캐롤라이나 지방 출신의 전직 대령으로, 현재는 현상금을 타낼 목적으로 수배범 잡는 일을 하고 있다. 맹코라는 별칭으로 불리는 무명의 사내(클린트 이스트우드)도 다른 곳에서 같은 일을 하고 있다. 감옥에 수감 중이던 도적떼 두목 인디오(잔 마리아 볼론테)가 부하들의 도움을 받아 탈옥하자 당국은 그에게 1만 달러의 현상금을 걸고, 이 소식은 곧 모티머와 사내에게 전해진다.
모티머는 인디오가 엘파소에 있는 은행을 털 것이라 짐작하고 그곳으로 간다. 무명의 사내도 같은 이유로 엘파소로 간다. 그들의 짐작대로 인디오 무리는 엘파소의 은행을 털려는 계획을 세우고, 이들을 지켜보던 모티머와 사내는 곧 무리를 각각 노리는 서로의 정체를 깨닫는다. 모티머는 사내에게 무리를 모두 제압하기 위한 동업을 제안하고 사내는 이를 승락한다.
모티머의 계획에 따라 무명의 사내는 인디오 무리에 잠입하기 위해 수감 중이던 인디오의 동료를 탈옥시킨다. 동료를 데리고 무리에 들어온 사내는 다음날 엘파소의 은행을 털려는 시도에 합류한다. 폭약을 통해 은행 금고를 훔치려는 인디오의 계획은 성공하고, 도적떼는 금고를 엘파소에서 멀리 떨어진 아과칼리엔테로 옮긴다. 도적떼가 아과칼리엔테로 이동할 것이라 짐작한 모티머 역시 그곳에 도착한다.

## 출연
- 클린트 이스트우드 - 이름없는 자
- 리 밴클리프 - 더글러스 모티머
- 잔 마리아 볼론테 - 인디오
- 클라우스 킨스키 - 후안
- 마리오 브레가 - 니뇨

## 한국판 성우진

### KBS (1983년 7월 9일)
- 양지운 - 망코(클린트 이스트우드)
- 최응찬 - 모티머 대령(리 밴클리프)
- 임종국 - 인디오(잔 마리아 볼론테)
- 김민규
- 김인배

### MBC (1996년 6월 8일)
- 송두석 - 망코(클린트 이스트우드)
- 김기현 - 모티머 대령(리 밴클리프)
- 김용식 - 인디오(잔 마리아 볼론테)
- 정승현 - 전신기사(지오바니 타랄로)
- 안정현 - 페르난도(안토니토 루이즈)
- 김태훈 - 열차 안내원(마리오 메니코니) / 점술가(요제프 에거)
- 전국근 - 열차 승객(헤수스 구즈만)
- 김명수 - 그로기(루이지 피스틸리) / 보안관(엔리케 나바로)
- 이종오 - 링고(마리오 브레가) / 열차 점원(로베르토 카마르디엘)
- 최상기 - 레드(호세 마르코) / 토마소(로렌조 로블레도)
- 조향이 - 메리(마라 크럽)
- 김강산 - 산초(파노스 파파두플로스)
- 김동현 - 보안관(길레르모 멘데스)
- 손원일 - 와일드(클라우스 킨스키) / 호텔 주인(커트 집스)
- 이승환 - 은행 책임자(세르지오 멘디자발)
- 유은숙 - 토마소의 아내(다이애나 파엔자)

## 같이 보기
- 석양의 무법자 (석양에 돌아오다)
- 황야의 무법자